# Trichoferus sbordonii
Trichoferus sbordonii là một loài bọ cánh cứng trong họ Cerambycidae.